# كأس ملك إسبانيا 1972–73
كأس ملك إسبانيا 1972–73 (بالإسبانية: Copa del Generalísimo de fútbol 1972-73)‏ هو الموسم 69 من كأس ملك إسبانيا. أشرف على تنظيمه الاتحاد الملكي الإسباني لكرة القدم، وكان عدد الأندية المشاركة فيه 112، وفاز فيه أتلتيك بيلباو.